# Eleonora Margherita di Schleswig-Holstein-Sonderburg-Wiesenburg
Eleonora Margherita di Schleswig-Holstein-Sonderburg-Wiesenburg (28 maggio 1655 – 16 agosto 1702) è stata una nobildonna tedesca.

## Biografia
La duchessa Eleonora Margherita nacque nel 1655, settimogenita del duca Filippo Luigi e quintogenita della sua seconda moglie, Anna Margherita di Assia-Homburg.
Nel 1674 sposò il principe Massimiliano del Liechtenstein, diventandone la seconda moglie.
Morì nel 1702 all'età di 47 anni. Fu tumulata a Moravský Krumlov.

## Discendenza
Eleonora Margherita di Schleswig-Holstein-Sonderburg-Wiesenburg e Massimiliano del Liechtenstein ebbero due figli e una figlia:
- Principe Carlo Ludovico (25 maggio 1675 - 1679);
- Un figlio (deceduto nel 1676);
- Principessa Maria Giovanna Anna (8 marzo 1686 - 1690).

## Ascendenza
|                                                                 |                             |                                                 | Genitori                                  |  |  | Nonni |  |  | Bisnonni                                  |  |  | Trisnonni                  |  |
|                                                                 |                             |                                                 |                                           |  |  |       |  |  | Giovanni di Schleswig-Holstein-Sonderburg |  |  | Cristiano III di Danimarca |  |
|                                                                 |                             |                                                 |                                           |  |  |       |  |  | Giovanni di Schleswig-Holstein-Sonderburg |  |  | Cristiano III di Danimarca |  |
|                                                                 |                             | Dorotea di Sassonia-Lauenburg                   |                                           |  |  |       |  |  | Giovanni di Schleswig-Holstein-Sonderburg |  |  |                            |  |
| Alessandro di Schleswig-Holstein-Sonderburg                     |                             |                                                 |                                           |  |  |       |  |  | Giovanni di Schleswig-Holstein-Sonderburg |  |  |                            |  |
|                                                                 |                             | Elisabetta di Brunswick-Grubenhagen             | Ernesto III di Brunswick-Grubenhagen      |  |  |       |  |  |                                           |  |  |                            |  |
|                                                                 |                             | Elisabetta di Brunswick-Grubenhagen             | Ernesto III di Brunswick-Grubenhagen      |  |  |       |  |  |                                           |  |  |                            |  |
|                                                                 |                             | Elisabetta di Brunswick-Grubenhagen             | Margherita di Pomeriana                   |  |  |       |  |  |                                           |  |  |                            |  |
| Filippo Luigi di Schleswig-Holstein-Sonderburg-Wiesenburg       |                             | Elisabetta di Brunswick-Grubenhagen             |                                           |  |  |       |  |  |                                           |  |  |                            |  |
|                                                                 |                             | Giovanni Günther I di Schwarzburg-Sondershausen | Günther XL di Schwarzburg                 |  |  |       |  |  |                                           |  |  |                            |  |
|                                                                 |                             | Giovanni Günther I di Schwarzburg-Sondershausen | Günther XL di Schwarzburg                 |  |  |       |  |  |                                           |  |  |                            |  |
|                                                                 |                             | Giovanni Günther I di Schwarzburg-Sondershausen | Elisabetta di Isenburg-Büdingen-Ronneburg |  |  |       |  |  |                                           |  |  |                            |  |
| Dorotea di Schwarzburg-Sondershausen                            |                             | Giovanni Günther I di Schwarzburg-Sondershausen |                                           |  |  |       |  |  |                                           |  |  |                            |  |
|                                                                 |                             | Anna di Oldenburg                               | Antonio I di Oldenburg                    |  |  |       |  |  |                                           |  |  |                            |  |
|                                                                 |                             | Anna di Oldenburg                               | Antonio I di Oldenburg                    |  |  |       |  |  |                                           |  |  |                            |  |
|                                                                 |                             | Anna di Oldenburg                               | Sofia di Sassonia-Lauenburg               |  |  |       |  |  |                                           |  |  |                            |  |
| Eleonora Margherita di Schleswig-Holstein-Sonderburg-Wiesenburg |                             | Anna di Oldenburg                               |                                           |  |  |       |  |  |                                           |  |  |                            |  |
|                                                                 | Giorgio I d'Assia-Darmstadt | Filippo I d'Assia                               |                                           |  |  |       |  |  |                                           |  |  |                            |  |
|                                                                 | Giorgio I d'Assia-Darmstadt | Filippo I d'Assia                               |                                           |  |  |       |  |  |                                           |  |  |                            |  |
|                                                                 | Giorgio I d'Assia-Darmstadt | Cristina di Sassonia                            |                                           |  |  |       |  |  |                                           |  |  |                            |  |
| Federico I d'Assia-Homburg                                      | Giorgio I d'Assia-Darmstadt |                                                 |                                           |  |  |       |  |  |                                           |  |  |                            |  |
|                                                                 |                             | Maddalena di Lippe                              | Bernardo VIII di Lippe                    |  |  |       |  |  |                                           |  |  |                            |  |
|                                                                 |                             | Maddalena di Lippe                              | Bernardo VIII di Lippe                    |  |  |       |  |  |                                           |  |  |                            |  |
|                                                                 |                             | Maddalena di Lippe                              | Katharina von Waldeck-Eisenberg           |  |  |       |  |  |                                           |  |  |                            |  |
| Anna Margherita di Assia-Homburg                                |                             | Maddalena di Lippe                              |                                           |  |  |       |  |  |                                           |  |  |                            |  |
|                                                                 |                             | Cristoforo di Leiningen-Westerburg              | Giorgio I di Leiningen-Westerburg         |  |  |       |  |  |                                           |  |  |                            |  |
|                                                                 |                             | Cristoforo di Leiningen-Westerburg              | Giorgio I di Leiningen-Westerburg         |  |  |       |  |  |                                           |  |  |                            |  |
|                                                                 |                             | Cristoforo di Leiningen-Westerburg              | Margherita di Isenburg-Büdingen           |  |  |       |  |  |                                           |  |  |                            |  |
| Margherita Elisabetta di Leiningen-Westerburg                   |                             | Cristoforo di Leiningen-Westerburg              |                                           |  |  |       |  |  |                                           |  |  |                            |  |
|                                                                 |                             | Anna Maria Ungnad von Weißenwolff               | Simeon Ungnad                             |  |  |       |  |  |                                           |  |  |                            |  |
|                                                                 |                             | Anna Maria Ungnad von Weißenwolff               | Simeon Ungnad                             |  |  |       |  |  |                                           |  |  |                            |  |
|                                                                 |                             | Anna Maria Ungnad von Weißenwolff               | Katharina von Plesse                      |  |  |       |  |  |                                           |  |  |                            |  |
|                                                                 |                             | Anna Maria Ungnad von Weißenwolff               |                                           |  |  |       |  |  |                                           |  |  |                            |  |